# ウォルター・コフィー
ウォルター・キャスティーリャ・コフィー（Walter Castella Coffey、1876年2月1日–1956年1月31日）は、アメリカ合衆国の畜産学者で、1941年から1945年にかけて在職したミネソタ大学の第7代学長。

## 生い立ち
ウォルター・コフィーは、インディアナ州ハーツビル近郊で生まれ育ち、父親とともに羊飼いとして働き、畜産への関心を強く持つようになった。

## 学歴と経歴
コフィーは、フランクリン・カレッジで2年間学んで最初の学位を得た後、6年間にわたってインディアナ州のいくつかの学校で教鞭を執るようになった。次いで、30歳のとき、イリノイ大学アーバナ・シャンペーン校の家畜の世話係 (herdsman) となった。大学が、羊の飼育について教える者を必要としていることを知ったコフィーは、この好機を捉えた。そこで彼は、羊の飼育を教えるプログラムを提供しながら、学生、大学院生と立場を変えてゆき、遂には教授となった。その間に、コフィーは、B.S.、M.S.、Ph.D.の学位を、いずれもイリノイ大学から取得した。やがてコフィーは、1907年にはミネソタ大学の教員となり、1911年には教授に昇任して、さらに農学部長を経て、学長となった。

## 学長職
コフィーが学長を務めた時期は、アメリカ合衆国が第二次世界大戦に参戦していた時期であり、学長となったコフィーは、一方で大学教職員800人ほどが召集される状況の中で、通常の学生たちに加えて、軍から派遣された5,000人ほどの特別訓練生に対処しなければならなかった。戦時下の難局に対処していたコフィーは、評議員会の意向によって通例の3年の任期を1年延長されて、4年間その任にあった。

## 遺されたもの
ミネソタ大学のセントポール・キャンパスにある建物のひとつであるコフィー・ホール (Coffey Hall)は、コフィーに因んで命名された。しかし、2018年に、コフィーを人種差別主義者であったとする立場の人々から、建物の改名を求める声が上がり、議論が続いている。